# 巴西斜鋸牙鯊
巴西斜锯牙鲨（学名：Rhizoprionodon lalandii），是軟骨魚綱真鯊目真鲨科斜锯牙鲨属一种，被IUCN列為易危保育類動物，分布於西大西洋巴拿馬到巴西南部與烏拉圭海域，深度3至70公尺，本魚體延長且粗壯，頭部扁平，吻尖長，具有長的上唇溝和下唇溝，成魚的牙齒不呈鋸齒狀或呈不規則鋸齒狀，成年雄鯊比成年雌鯊有更窄、更高、更彎曲的前外側牙齒，總齒排數通常為25，背鰭2個，身體上部深灰色或灰褐色，下部淺色，胸邊緣淺色，背部深色，體長可達80公分，棲息在沿海沙泥底質水域，屬肉食性，以硬骨魚、蝦子及烏賊為食，胎生，雌魚每胎可生產1至4尾幼魚，可做為食用魚。

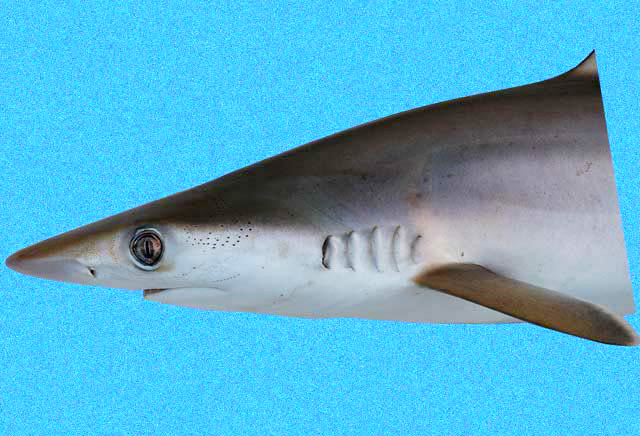
頭部
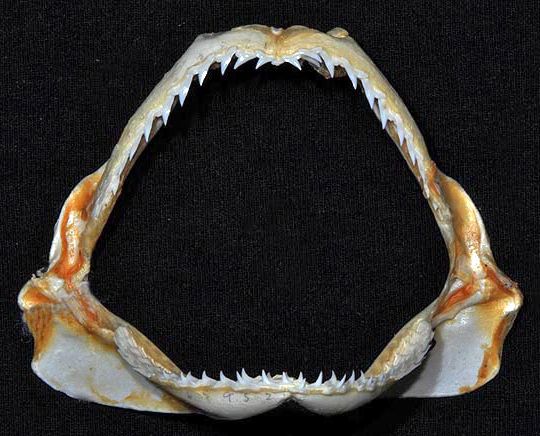
上下頷
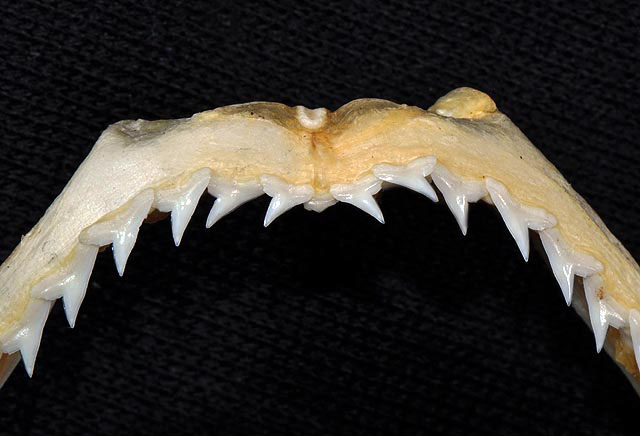
上排牙齒
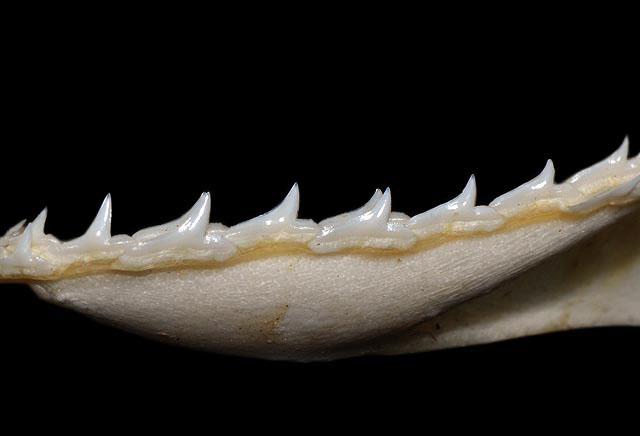
下排牙齒